# WeChat
WeChat (Kineski: 微信; pinyin  Wēixìn; u bukvalnom prevodu: "mikro-poruka") kineska je višenamenska aplikacija koja funkcioniše na različitim platformama. Pored toga što pruža slične mogućnosti kao WhatsApp i Viber, ona je ujedno i društvena mreža i aplikacija za plaćanje putem telefona. Nalazi se u upotrebi od 2011. godine. Razvijena je od strane Tencenta koji broji preko milijardu mesečnih aktivnih korisnika.

## Istorija

### Nastanak
WeChat se prvi put pojavljuje 21. januara 2011. godine pod nazivom Weixin. Kreirao ju je Zhang Xiaolong pod vlasništvom Tencenta. Weixin je startovao kao aplikacija za besplatno dopisivanje putem interneta sa ciljem da se ostvari bolja ponuda od one koju su tadašnje aplikacije telekomunikacionih kineskih firmi pružale. Širenje tržišta i promena naziva može i 2012 Tencent prvi put 2012. godine objavljuje izveštaj o broju registrovanih korisnika u kome se navodi da Weixin beleži 100 miliona registrovanih korisnika. Iste godine u aprilu kompanija menja ime aplikacije iz Weixin u WeChat i dodaje četiri nova jezika tajlandski, vijetnamski, indonežanski i portugalski. Kompanija nastavlja da uvodi inovacije u WeChat uvodeći mogućnost glasovnog i video poziva u julu 2012. Broj korisnika ove aplikacije se duplirao za šest meseci i u septembru 2012. je iznosio 200 miliona registrovanih korisnika. Krajem 2012. lansirana je verzija za BlackBerry.

### 2013
WeChat dostiže 300 miliona registrovanih korisnika, od čega 190 miliona aktivnih mesečnih korisnika. Tencent  uvodi dodatnu mogućnost korisnicima WeChat-a omogućavajući plaćanja putem mobilnog telefona, takođe uvodi integraciju za društvene igre. U julu 2013. godine kompanija sklapa saradnju sa poznatim fudbalerom Mesijem koji postaje brend ambasador za WeChat.

### 2014
Sam početak 2014. godine bio je veoma značajan za razvoj aplikacije WeChat. U januaru 2014. godine ova već popularna aplikacija, naime,  započela je partnerstvo sa Didi Dache što je rezultiralo velikim iskorakom u mobilnoj trgovini. Korisnicima aplikacije WeChat omogućeno je da pomoću aplikacije pozovu taksi I uslugu plate koristeći isključivo aplikaciju, odnosno bez plaćanja u gotovini.
Tencent, koji je godinama pokušavao da razvije online kupovinu u okviru svoje aplikacije, u martu 2014. godine je konačno uspeo da napravi značajan potez po ovom pitanju. Taj važan korak je, zaparavo, bio kupovine udela JD-ija što je direktno omogućilo Tencentu da JD prodavnicu implementira u WeChat kao svoju glavnu trgovačku zonu. Ovaj potez je istovremeno bio I direktan udar na konkurentsku Alibabu.
I naredni period 2014. godine kada je reč o WeChat-u bazirio se na razvoju online kupovine u okviru same aplikacije. U maju 2014. godine u okviru aplikacije uvedene su ”WeChat prodavnice”. Formiranjem takozvanih ”WeChat novčanika” za plaćanje omogućeno i malim i velikim kompanijama da u okviru aplikacije WeChat otvore svoje online prodavnice. U junu iste godine opcija ”WeChat novčanik” je dodatno unapređena i korisnicima je omogućeno da uz pomoć ove opcije svojim prijateljima pošalju novac. Pod uticajem svih ovih promena u leto 2014. godine broj korisnika aplikacije WeChat počinje sve više da raste i više nije bilo uobičajeno da jedini sistem bezgotovinskog plaćanja bude korišćenjem kartica.
Krajem 2014. godine WeChat je otkrio da je dostigao 500 miliona registrovanih korisnika.

### 2015
Dolaskom 2015. godine WeChat je uveo još jedan značajni novitet u svoju aplikaciju sa ciljem što veće zarade novca. Po prvi put su se u okviru WeChat Moments feed-a pojavile reklame. Reklame nisu bile dozvoljene u ličnim porukama, ali je bilo omogućeno lajkovati I komentarisati reklame kao I bilo koje druge objave u okviru WeChat Moments feed-a. BMW I Coca Cola su bili među prvima koji su svoje reklame objavili na WeChat-u.
U martu 2015. godine aplikacija WeChat blokirala je Uber nalog čime je načinjen veliki udarac za marketing ove američke firme u Kini. Tencent je ovakav potez objasnio činjenicom da je Uber prekršio pravila korišćenja WeChat-a pozivajući korisnike da određene stvari podele sa svojim prijateljima što se po pravilniku WeChat-a smatra spamovanjem. Uber se, međutim, nakon kratkog perioda vratio na WeChat, da bi potom njihov nalog u decembru ponovo bio uklonjen sa ove aplikacije.
U julu 2015. godine izveštaj koji je objavio Citizen Lab pokazao je visok stepen političke manipulacije u okviru aplikacije, odnosno da se 1,6% sadržaja objavljenog od strane brend naloga briše nakon objavljivanja. Izveštaj je izneo i dokaze o postojanju cenzorskih botova koji blokiraju određene objave i pre samog objavljivanja.

### 2016
Početak  2016. godine svedoči o sve većem prodoru aplikacije WeChat u Kini čemu u prilog govori i interesantan podatak da je pomenuta aplikacija u ovom periodu počela da se koristi čak i sudovima, odnosno da su sudije počele da koriste WeChat tokom sudskih procesa u funkciji deljenja fotografija.
Aplikacije WeChat postaje polako globalna sa svojim uslugama plaćanja u prodavnicama čak i u inostranstvu. Za ovakav potez Tencent je iskoristio kineske turiste tako što je formirao prodavnice širom sveta, fokusirajući se na područja koja su posebno popularna među Kinezima, i omogućio plaćanje skeniranjem QR koda, odnosno na potpuno isti način kao i u gotovo svakoj prodavnici u Kini.
U martu 2016. WeChat je objavio da je dostigao brojku od 700 miliona aktivnih korisnika, dok je april 2016. godine obeležila želja Tencenta da izbegne nezadovoljstvo regulatora. WeChat je uveo nova pravila u domenu sadržaja, te su od aprila ove godine u okviru aplikacije bili zabranjeni naslovi na koje je moguće kliknuti, vulgaran sadržaj, pozivi za deljenje sadržaja i praćenje korisnika, spam poruke, ali i bilo koji sadržaj koji podriva državu.
U leto 2016. godine, prema podacima KPCB’s Mary Meeker, 35% vremena koje su Kinezi provodili koristeći svoje mobilne uređaje, potrošili su upravo na aplikaciju WeChat.

### 2017
Prethodnu godinu, 2017. WeChat je započeo lansiranjem ”mini programa”, odnosno aplikacija koje ne zahtevaju preuzimanje i instaliranje od strane korisnika, već funkcionišu isključivo u okviru WeChat aplikacije i služe za razmenu poruka. Nešto slično je najavio i Google još 2016. godine pod nazivom “Instant Apps for Android”, međutim to još uvek nije pokrenuto. WeChat instant aplikacije predstavljaju evoluciju brend naloga koje omogućavaju online kupovinu I širok spektar drugih usluga. Sa svim ovim mogućnostima, novi mini programi predstavljaju izazov Apple aplikacijama I drugim popularnim Android aplikacije u Kini.
U aprilu 2017. godine 45% korisnika WeChat aplikacije plaćalo je u prodavnicama koristeći opciju novčanika u okviru aplikacije, a tri glavna razloga za to su, kako je pokazalo istraživanje Penguin Intelligence, brzina I lakoća, kao I to što korisnici ne moraju da nose gotovinu sa sobom.
Iako se WeChat dobro razvijao I u tom trenutku dostigao čak 900 miliona mesečnih korisnika, prema raznim drugim metrikama činilo se da je Alibaba’s Alipay i dalje tržišni lider.
U novembru 2017. godine WeChat je dostigao novi rekord. U tom periodu aplikacija dostigla do 38 milijardi poslatih poruka dnevno što je za 25% više nego prethodne godine. Koliko je ta brojka značajna govori u prilog podatak da je preko WhatsApp-a u istom periodu poslato 55 milijardi poruka na dnevnom nivou.
WeChat je u svom godišnjem izveštaju objavio da je preko ove aplikacije u proseku poslato I preko 6 milijardi glasovnih poruka dnevno, kao I da je obavljeno 205 miliona video I audio poziva. Broj aktivnih brend naloga iznosio je 3,5 miliona.
Krajem novembra 2017. Godine WeChat se sve vise bližio neverovatnih milijardu mesečnih korisnika kada je taj broj iznosio 980 miliona.
Kako je godinu započeo lansiranjem mini programa, 2017. godinu WeChat je završio uvođenjem igrica koje se mogu igrati, a da se igrica prethodno ne preuzme i instalira na uređaju.
Ono što je jednako značajno za WeChat u 2017. godini jeste i da je kineski grad Guangdžou, koji ima čak 14 miliona stanovnika, omogućio svojim stanovnicima da unesu podatke lične karte unutar ove aplikacije. ID kartice stanovnika su povezane sa WeChat-om koristeći prepoznavanje lica.

### 2018
2018. godina započeta je burno za WeChat. Na samom početku godine objavljeni su, naime, izveštaji u kojima se tvrdi da ova aplikacija čuva prepiske svojih korisnika. Tencent je oštro demantovao ovakve navode, tvrdeći da se prepiske čuvaju samo u uređajima korisnika, kao I da nije istina da se prepiske korisnika koriste za analizu podataka. Ono što, međutim, jeste sigurno da aplikacija vrši filtriranje poruka koje su u vezi sa osetljivim političkim temama što je započeto još 2013. godine.

## Karakteristike

### Poruke
WeChat pruža mogućnost upotrebe tekstualnih poruka, snimljenih glasovnih poruka, emitovanje poruka tipa jedan-ka-više, video poziva i video konferencija. Ova aplikacija podržava različite dodatne metode instant poruka kao što su walkei talkie i stickeri, pored toga korisnici mogu slati prethodno snimljene ili trenutno zabeležene slike i video klipove.

### Zvanični nalozi
Korisnici WeChata mogu da registruju svoj nalog kao zvaničan, što im omogućava da izbacuju sadržaj, i na taj način stupe u interakciju sa svojim pretplatnicima. Pretplatnicima je moguće i pružati usluge putem ovakvih naloga. Postoje tri tipa zvaničnih naloga: uslužni nalog, pretplatnički nalog i nalog  za preduzeća. Jednom kada korisnik postavi tip naloga za koji se odlučio, više ne može menjati svoj izbor i promeniti tip nalog. Na kraju 2014. godine broj WeChatovih zvaničnih naloga je iznosio 8 miliona.

### Sadržaj
WeChat poseduje brendirani naziv za sadržaj kreiran od strane korisnika koji se zove “Moments”. U njemu je moguće objavljivati fotografije, tekst, komentare, moguće je deliti muziku, artikle i sviđanja sadržaja. Momenti mogu biti povezani sa nalozima na društvenim mrežama Facebook i Twitter, što im omogućava automatsko objavljivanje na ovaj način povezanim nalozima pomenutih društvenih mreža.
Privatnost na WeChatu funkcioniše na osnovu grupe prijatelja, način da samo prijatelji koji se nalaze u korisnikovim kontaktima mogu videti i komentarisati sadržaj koji korisnik deli putem Momenata. Prijatelji korisnika će moći samo da vide komentare i sviđanja zajedničkih prijatelja. Kada korisnik postavi svoj Momenat, može razdvojiti svoje prijatelje u nekoliko grupa, na osnovu čega može odlučiti kojoj grupi će omogućiti, odnosno onemogućiti vidljivost sadržaja postavljenog Momenta. Sadržaj se takođe može označiti kao privatan i u tom slučaju ga samo korisnik može videti.

### WeChat Pay usluge plaćanja
WeChat Pay predstavlja uslugu digitalnog novčanika ugrađenu u WeChat aplikaciju, koja omogućava korisniku da obavlja plaćanje putem mobilnog telefona.
Ukoliko se WeChat aplikacija poveže sa bankovnim računima koje korisnik poseduje, dobija se mogućnost kupovine dobara i usluga putem interneta, plaćanje komunalnih računa, transfera novčanih sredstava ostalim korisnicima, kao i plaćanje u prodavnicama ukoliko prodavnica nudi WeChat payment kao opciju plaćanja. Da bi iskoristili pogodnosti ovog načina plaćanja putem aplikacije, korisnici moraju povezati svoj kineski bankovni račun sa aplikacijom ili nekom od kartica koju izdaje Visa, Mastercard ili JCB.
Svaki WeChat korisnik ima svoj WeChat Payment nalog. Korisnici čiji je nalog povezan samo sa kreditnom karticom mogu vršiti kupovinu od prodavaca, ali ne mogu dopunjavati stanje na WeChat digitalnom novčaniku. WeChat Pay koristi preko 300 miliona korisnika.
Године 2016, godine WeChat počinje da naplaćuje naknadu za uslugu povlačenja sredstava sa WeChat novčanika na debitne kartice. Svaki korisnik može da povlači sredstva do 1000 juana na koje se ne naplaćuje naknada. Ukoliko iznos prevazilazi ovu svotu novca, naplaćuje se naknada od 0.1%.
Glavni konkurent WeChat Paya je Alipay iza koga stoji Alibaba Group.

### Usluga City Services i toplotne mape
City Services usluga je uvedena 2015 godine, omogućivši korisnicima WeChat aplikacije zakazivanje medicinskih pregleda, plaćanje računa za struju i saobraćajnih kazni, rezervacija prevoza. Usluga je prvobitno puštena u 27 gradova.
Toplotne mape nude korisnicima mogućnost uvida u količinu gužve na željenim lokacijama.

### Enterprise WeChat
Enterprise WeChat je specijalna verzija matične aplikacije koja je prvenstveno namenjena za poslovne svrhe, i poslovnu komunikaciju, čija su ciljna grupa zaposleni ljudi. Ova verzija aplikacije je kreirana sa idejom da pomogne njenim korisnicima da uspešno razdvoje poslovni i privatan život. Pored standardne mogućnosti dopisivanja, aplikacije je pružila mogućnost da se komunikaciji između zaposlenih i kompanije olakša i objedini. Pružajući mogućnosti beleženja godišnjih odmora zaposlenih, zaposleni su putem nje takođe mogli da zatraže slobodne dane ili da prijave vreme svoga dolaska u firmu.

### Usluga “Mini Programs“
Putem ove usluge vlasnicima biznisa je omogućeno da uz pomoć programskog jezika JavaScript i odgovarajućeg API-ja kreiraju mini aplikaciju u okviru WeChat sistema. Korisnici su na ovaj način upotrebom ovakvih Mini Programa mogli da pomoću svoga telefona skeniraju QR kod u nekom od marketa i na taj način plate svoj račun putem mobilne aplikacije ne odlazeći na kasu.

### Pronalaženje prijatelja
WeChat  je omogućio ljudima da dodaju prijatelje na različite načine, uključujući pretraživanje korisničkog imena ili broj telefona, dodavanjem kontakata sa telefona ili e-maila, igrom igre “poruka u boci“. Još jedan način za pronalaženje novih prijatelja je upotreba usluge “friend radar” koju WeChat aplikacija pruža, a koja omogućava korisnicima da stupe u kontakt sa ljudima u okolini koji koriste istu uslugu.

### WeChat index I opcije pretraživanja
Ukucavanjem željenog termina za pretragu na WeChat indeks stranicu, korisnik dobija povratne informacije o popularnosti zadatog termina u poslednjih 7, 30 ili 90 dana. Da bi omogućio ovakvu uslugu za svoje korisnike WeChat koristi proračune zasnovane na podacima sa zvaničnih WeChat naloga I metrike kao što su informacije o deljenje sadržaja na društvenoj mreži i sviđanja.
Tencent je 2017. godine odlučio da nastavi sa daljim razvojem aplikacije i uvodi mogućnost pretrage interneta čime postaje direktan konkurent kineskom pretraživaču Baidu.

### WeChat Out
WeChat Out je usluga zasnovana na VoIP protokolu koja omogućava korisnicima da uz pomoć WeChat aplikacije obavljaju pozive širom sveta na mobilne i fiksne telefone. Kredit je moguće kupovati unutar aplikacije upotrebom kreditne kartice. Po pojavljivanju ovaj servis je bio dostupna samo u nekoliko zemalja u koje se ubrajaju Sjedinjene Američke Države, Indija, Hong Kong, a kasnije je omogućena upotreba i na Tajlandu, u Laosu i Italiji.

### Dodatne mogućnosti
Pored svih prethodno navedenih mogućnosti ova aplikacija omogućava još i igranje video igara, deljenje fotografija i video sadržaja, deljenje trenutne lokacije. Može se, takođe, vršiti razmena kontakata sa ljudima u neposrednoj blizini putem Bluetooth-a. WeChat se takođe može integrisati sa ostalim društvenim mrežama kao što su Facebook i Tencent QQ. Prilikom rada sa fotografijama postoji mogućnost njihovog uređivanja filterima i dodele njihovog opisa.

## Sigurnost
Aplikacija WeChat posluje iz Kine prema zakonima koji važe u toj državi. Kineski zakoni uključuju snažne odredbe o cenzuri, kao i protokolima za presretanje. Aplikacija WeChat stoga sadrži mogućnost pristupa tekstualnim porukama i imenicima korisnika aplikacije, kao i lokaciji korisnika uz pomoć funkcije GPS. Upravo iz ovih razloga kod država kao što su Indija, Australija, Sjedinjene Američke Države i Tajvan postoji opravdana zabrinutost da aplikacija može ugroziti nacionalnu ili regionalnu sigurnost na različite načine. Primera radi, u Indiji se 2013. godine raspravljalo o tome da li treba zabraniti aplikaciji WeChat ili ne mogućnost prikupljanja ličnih podataka korisnika, dok su na Tajvanu zakonodavci zabrinuti da potencijalna izloženost privatnih prepiski može biti pretnja regionalnoj bezbednosti.
Interesantan je podatak da je Tencent 2016. godine dobio nula od mogućih sto poena od strane Amnesty International-a prilikom rangiranja tehnoloških kompanija prema načinu na koji se ophode prema zaštiti svojih korisnika. U tom izveštaju Tencent zauzima poslednje mesto od 11 kompanija među kojima su Facebook, Google i Apple zbog nedostataka zaštite privatnosti korisnika. U izveštaju je pokazano da Tencent nije koristio „end-to-end“ enkripciju, odnosno sistem koji dozvoljava samo korisnicima između kojih se vrši razmena poruka da te poruke i čitaju. Ustanovljeno je, takođe, da Tencent nije prepoznao ni online pretnje po ljudska prava, nije otkrio zahteve Vlade u vezi sa podacima, niti objavio konkretne podatke o šifrovanju.
Ažuriranjem politike privatnosti aplikacije tokom septembra 2017. godine pokazalo je da su podaci koje je WeChat prikupio uključivali pojmove pretrage, posete nalozima i sadržaj koji su korisnici gledali u okviru aplikacije. Poret toga prikupljeni su i podaci koji se tiču komunikacije između pojedinačnih korisnika aplikacije, kao što su vreme poziva, trajanje i podaci o lokaciji. Ovakve informacije je Tencent koristio u marketinške svrhe, ali bi oni mogli biti otkriveni i članovima kineske Vlade.

### Pitanje privatnosti
Zabrinutost zbog problema sa privatnošću postoji i među korisnicima aplikacije u Kini. Aktivista za ljudska prava, Hu Jia proveo je tri godine u zatvoru i smatra da je razlog tome što su zvaničnici Agencije za unutrašnju bezbednost Ministarstva državne sigurnosti slušali njegove glasovne poruke koje su bile upućene njegovim prijateljima. Među kritičarima WeChat aplikacije zbog pitanja bezbednosti su i kineske vlasti, kao i Kineska centralna televizija koja je aplikaciju optužila da je pogodna za kriminalce zbog funkcije za prijavljivanje lokacije. I same državne vlasti su povezale WeChat sa brojnim zločinima, jer se u gradu Hangžu dogodilo preko dvadeset krivičnih dela u periodu od tri meseca koja su na neki način povezana sa WeChat-om.

### XcodeGhost zlonamerni program
Kompanija Apple je 2015. godine objavila spisak 25 najpopularnijih aplikacija koje su zaražene zlonamernim programom XcodeGhost čime je i potvrđeno da je verzija 6.2.5 WeChat-a za apple iOS uređaje zaražena ovim programom. Iako su postojale tvrdnje da je ovaj zlonamerni softver mogao da prodre u naloge korisnika, da otvara određene linkove i na taj način pristupi poverljivim podacima kao što su brojevi kreditnih kartica. Apple je opovrgao takve tvrdnje, navodeći da XcodeGhost nije sposoban za takve radnje, međutim neki komentatori smatraju da je ovaj događaj najveće kršenje bezbednosti korisnika u istorije Apple-ove prodavnice.

## Platforme
WeChat mobilna aplikacija podržana je na Android, iPhone, BlackBery, Windows i Symbian uređajima. Postoji, takođe, web verzija aplikacije za OS X i Windows uređaje. U tom slučaju je, međutim, neophodno da je aplikacija instalirana i na mobilnom uređaju zbog provere autentičnosti, ali poruke u romingu i „Moments“ nisu omogućeni. Veb verzija aplikacije WeChat omogućava takođe razmenu poruka i dokumenata, ali neke druge funkcije nisu moguće poput detektovanja ljudi u blizini ili korišćenje zvaničnih naloga. Da bi se koristila veb verzija potrebno je skenirati QR kod telefonom što znači da web verziju WeChat-a ne možete koristi ukoliko nemate telefon sa instaliranom aplikacijom.
WeChat-u se do kraja 2014. moglo pristupiti iz Windows-a koristeći BlueStack. Nakon toga WeChat je blokirao Android emulatore i nalozi koji su prijavljeni preko emulatora mogu biti blokirani.
Korisnici su primetili određene probleme prilikom korišćenja veb verzije. Problemi su najčešće prisutni kada korisnik piše na engleskom jeziku, jer se tada javlja autokorekcija, automatsko dovršavanje reči i automatsko brisanje određenih reči. Ovakvi problemi primećeni su čak i nakon slanja poruke.

## Saradnja
U saradnji sa WeChat-om, Burberry je 2014. kreirao sopstvene aplikacije za projekcije dešavanja sa piste dajući korisnicima livestream. Nešto slično uradio je i brend Micheal Kors koji je koristio WeChat za obaveštavanje javnosti o aktuelnih novostima, ali i za foto-takmičenje „Chic Together WeChat campaign". Nekoliko drugih svetskih brendova takođe je koristilo WeChat kao marketinški alat u Kini, ali uz ograničeno korišćenje drugih WeChat funkcija.
Jedna od istaknutijih saradnji jeste sa British Airways koji je iskoristio potencijal WeChat-a na kineskom tržištu kako bi se povezao sa potrošačima iz Kine. Njihova zajednička marketinška kampanja uspela je da British Airways privuče 10 000 pratilaca.

## Globalna cenzura
Početkom 2013. godine pojavili su se navodi da su pretraživanja na kineskom jeziku čak i van granica Kine ograničena, odnosno da su određene reči filtrirane, a potom i blokirane. Ovo se dogodilo i na relaciji dolaznog Internet saobraćaja, ali i između isključivo stranih aktera. Tencent je odmah izjavio da određeni broj internacionalnih WeChat korisnika nije bio u mogućnosti da pošalje određene poruke usled tehničkih problema, kao i da su preduzete mere za rešavanje problema. WeChat je zapravo planirao da izgradi dve različite platforme kako bi se izbegao ovaj problem u budućnosti: jednu platformu za Kinu, jednu za ostatak sveta. Problem je međutim postojao, jer su se svi serveri koji pripadaju WeChat-u nalazili u Kini i samim tim bili podvrgnuti njenim cenzorskim pravilima.
Dva sistema cenzure
Građanska laboratorija je objavila 2016. godine izveštaj u kojem se navodi da WeChat koristi različite politike cenzure u Kini i drugim oblastima. Oni su ustanovili da: 
- filtriranje ključnih reči omogućeno je samo korisnicima koji su se registrovali putem telefonskih brojeva iz Kine.
- korisnici nisu više dobijali obaveštenja kada je njihova poruka blokirana
- filtriranje je bilo rigoroznije kada je u pitanju grupno ćaskanje
- ključne reči nisu statične. Pojavljivale su se nove cenzurisane reči u zavisnosti od aktuelnih dešavanja
- internet pretraživač u okviru WeChat-a blokirao je kineskim nalozima pristup određenim veb sadržajima kao što su kockanje, Falun Gong i kritični izveštaji o Kini. Međunarodni korisnicima se ne blokira sadržaj, osim pristupa nekim sajtovima za kockanje i pornografiju.

## Spoljašnje veze
- WeChat — zvaničan sajt
- Tencent — zvaničan sajt matične firme
- WeChat Pay — plaćanje putem WeChat aplikacije